# SEH1L
SEH1L (англ. SEH1 like nucleoporin) – білок, який кодується однойменним геном, розташованим у людей на короткому плечі 18-ї хромосоми. Довжина поліпептидного ланцюга білка становить 360 амінокислот, а молекулярна маса — 39 649.
| 10         |  | 20         |  | 30         |  | 40         |  | 50         |
| ---------- |  | ---------- |  | ---------- |  | ---------- |  | ---------- |
| MFVARSIAAD |  | HKDLIHDVSF |  | DFHGRRMATC |  | SSDQSVKVWD |  | KSESGDWHCT |
| ASWKTHSGSV |  | WRVTWAHPEF |  | GQVLASCSFD |  | RTAAVWEEIV |  | GESNDKLRGQ |
| SHWVKRTTLV |  | DSRTSVTDVK |  | FAPKHMGLML |  | ATCSADGIVR |  | IYEAPDVMNL |
| SQWSLQHEIS |  | CKLSCSCISW |  | NPSSSRAHSP |  | MIAVGSDDSS |  | PNAMAKVQIF |
| EYNENTRKYA |  | KAETLMTVTD |  | PVHDIAFAPN |  | LGRSFHILAI |  | ATKDVRIFTL |
| KPVRKELTSS |  | GGPTKFEIHI |  | VAQFDNHNSQ |  | VWRVSWNITG |  | TVLASSGDDG |
| CVRLWKANYM |  | DNWKCTGILK |  | GNGSPVNGSS |  | QQGTSNPSLG |  | STIPSLQNSL |
| NGSSAGRKHS |  |            |  |            |  |            |  |            |

A: Аланін

C: Цистеїн

D: Аспарагінова кислота

E: Глутамінова кислота

F: Фенілаланін

G: Гліцин

H: Гістидин

I: Ізолейцин

K: Лізин

L: Лейцин

M: Метіонін

N: Аспарагін

P: Пролін

Q: Глутамін

R: Аргінін

S: Серин

T: Треонін

V: Валін

W: Триптофан

Кодований геном білок за функцією належить до фосфопротеїнів. 
Задіяний у таких біологічних процесах, як транспорт, транспорт білків, клітинний цикл, поділ клітини, мітоз, розходження хромосом, транспорт мРНК, транслокація, альтернативний сплайсинг. 
Локалізований у ядрі, мембрані, хромосомах, лізосомі, комплексі ядерної пори, центромерах, кінетохорі.